# Portraits (So Long Ago, So Clear)
Portraits (So Long Ago, So Clear) is een verzamelalbum van Vangelis uit 1996, met enkele niet eerder uitgegeven nummers;
- Hymn (de orchestrale versie die voor het eerst werd opgevoerd tijdens het Eureka Concert in Rotterdam 18 juni 1991 en The Night of Poetry concert in Athene 3 oktober 1991).
- Sauvage et Beau, het thema uit de film Sauvage et Beau van Frédéric Rossif uit 1984.
- Ook zijn diverse tracks voorzien van een nieuw intro, geremasterd of geremixt door Vangelis.

Het album verscheen in de periode toen Conquest of Paradise van het album 1492; Conquest of Paradise een nummer 1-hit werd. Ook het gelijknamige album haalde grote verkoopsuccessen. Polygram pikte met dit album een graantje mee van het succes van Vangelis op dat moment. In deze periode was Vangelis onder contract bij East West Records en gaf in hetzelfde jaar het album Oceanic uit. Op het album zijn ook een aantal muziekwerken te vinden van Jon & Vangelis en uit de RCA periode.

## Muziek
Composed, arranged and produced by Vangelis.

| Nr. | Titel                                      | Duur |
| --- | ------------------------------------------ | ---- |
| 1.  | To the Unknown Man                         | 6:33 |
| 2.  | Italian Song (Vangelis, Jon Anderson)      | 2:49 |
| 3.  | Pulstar                                    | 5:37 |
| 4.  | La Petite Fille de la Mer                  | 5:48 |
| 5.  | Alpha                                      | 5:32 |
| 6.  | I Hear You Now (Vangelis, Anderson)        | 5:05 |
| 7.  | I'll Find My Way Home                      | 4:26 |
| 8.  | State of Independence (Vangelis, Anderson) | 6:07 |
| 9.  | Himalaya                                   | 6:50 |
| 10. | Conquest of Paradise                       | 5:30 |
| 11. | Hymn                                       | 5:05 |
| 12. | Antarctica                                 | 3:43 |
| 13. | Sauvage et Beau                            | 3:17 |
| 14. | Chariots of Fire                           | 3:22 |
| 15. | So Long Ago, So Clear (Vangelis, Anderson) | 4:56 |

### Album Top 100
| "Portraits" in de Nederlandse Album Top 100 - binnen: 23-03-1996 | "Portraits" in de Nederlandse Album Top 100 - binnen: 23-03-1996 | "Portraits" in de Nederlandse Album Top 100 - binnen: 23-03-1996 | "Portraits" in de Nederlandse Album Top 100 - binnen: 23-03-1996 | "Portraits" in de Nederlandse Album Top 100 - binnen: 23-03-1996 | "Portraits" in de Nederlandse Album Top 100 - binnen: 23-03-1996 | "Portraits" in de Nederlandse Album Top 100 - binnen: 23-03-1996 | "Portraits" in de Nederlandse Album Top 100 - binnen: 23-03-1996 | "Portraits" in de Nederlandse Album Top 100 - binnen: 23-03-1996 | "Portraits" in de Nederlandse Album Top 100 - binnen: 23-03-1996 | "Portraits" in de Nederlandse Album Top 100 - binnen: 23-03-1996 | "Portraits" in de Nederlandse Album Top 100 - binnen: 23-03-1996 | "Portraits" in de Nederlandse Album Top 100 - binnen: 23-03-1996 | "Portraits" in de Nederlandse Album Top 100 - binnen: 23-03-1996 | "Portraits" in de Nederlandse Album Top 100 - binnen: 23-03-1996 | "Portraits" in de Nederlandse Album Top 100 - binnen: 23-03-1996 | "Portraits" in de Nederlandse Album Top 100 - binnen: 23-03-1996 | "Portraits" in de Nederlandse Album Top 100 - binnen: 23-03-1996 | "Portraits" in de Nederlandse Album Top 100 - binnen: 23-03-1996 |
| Week                                                             | 1                                                                | 2                                                                | 3                                                                | 4                                                                | 5                                                                | 6                                                                | 7                                                                | 8                                                                | 9                                                                | 10                                                               | 11                                                               | 12                                                               | 13                                                               | 14                                                               | 15                                                               | 16                                                               | 17                                                               | 18                                                               |
| ---------------------------------------------------------------- | ---------------------------------------------------------------- | ---------------------------------------------------------------- | ---------------------------------------------------------------- | ---------------------------------------------------------------- | ---------------------------------------------------------------- | ---------------------------------------------------------------- | ---------------------------------------------------------------- | ---------------------------------------------------------------- | ---------------------------------------------------------------- | ---------------------------------------------------------------- | ---------------------------------------------------------------- | ---------------------------------------------------------------- | ---------------------------------------------------------------- | ---------------------------------------------------------------- | ---------------------------------------------------------------- | ---------------------------------------------------------------- | ---------------------------------------------------------------- | ---------------------------------------------------------------- |
| Nummer                                                           | 70                                                               | 25                                                               | 13                                                               | 4                                                                | 4                                                                | 9                                                                | 11                                                               | 18                                                               | 21                                                               | 25                                                               | 34                                                               | 58                                                               | 78                                                               | 81                                                               | 84                                                               | 86                                                               | 87                                                               | 90                                                               |